# Luchs farkasfalka
A Luchs farkasfalka a Kriegsmarine tengeralattjárókból álló második világháborús támadóegysége volt, amely összehangoltan tevékenykedett 1942. szeptember 27. és október 6. között az Atlanti-óceán északi felének középső részén. A Luchs (Hiúz) farkasfalka 19 búvárhajóból állt. Két hajót süllyesztett el, amelyek összvízkiszorítása 13 491 brt volt.
A falka első áldozata a Lifland nevű brit gőzös volt, amely lemaradt az SC–101-es konvojtól. 1942. szeptember 29-én az U–610 megtorpedózta a faszállítmánnyal Milfordba tartó hajót, miután kilenc órán át követte. Miután a Lifland legénysége mentőcsónakba szállt, a tengeralattjáró még egy torpedót lőtt a hajóba. A hajó 29 tengerésze nem érte el a szárazföldet. Az U–254 október 3-án rábukkant a sodródó és lángoló Esso Williamsburg tankerre, amelyet korábban az U–211 talált el. A búvárhajó két torpedóval hullámsírba küldte a hajót.

## A farkasfalka tengeralattjárói
| A hajó száma | Parancsnoka                                         | Részvétel kezdete    | Részvétel vége       |
| ------------ | --------------------------------------------------- | -------------------- | -------------------- |
| U–183        | Heinrich Schäfer                                    | 1942. október 4.     | 1942. október 6.     |
| U–216        | Karl-Otto Schultz                                   | 1942. szeptember 27. | 1942. szeptember 29. |
| U–254        | Odo Loewe                                           | 1942. szeptember 27. | 1942. október 6.     |
| U–257        | Heinz Rahe                                          | 1942. szeptember 27. | 1942. október 6.     |
| U–260        | Hubertus Purkhold                                   | 1942. október 1.     | 1942. október 6.     |
| U–382        | Herbert Juli                                        | 1942. szeptember 27. | 1942. szeptember 30. |
| U–404        | Otto von Bülow                                      | 1942. szeptember 27. | 1942. szeptember 29. |
| U–437        | Werner-Karl Schulz                                  | 1942. október 1.     | 1942. október 6.     |
| U–442        | Hans-Joachim Hesse                                  | 1942. szeptember 27. | 1942. október 6.     |
| U–575        | Günther Heydemann                                   | 1942. szeptember 27. | 1942. október 6.     |
| U–582        | Werner Schulte                                      | 1942. október 1.     | 1942. október 5.     |
| U–584        | Joachim Deecke                                      | 1942. szeptember 27. | 1942. szeptember 29. |
| U–597        | Eberhard Bopst                                      | 1942. október 1.     | 1942. október 6.     |
| U–610        | Walter Freiherr von Freyberg-Eisenberg-Allmendingen | 1942. szeptember 27. | 1942. október 6.     |
| U–619        | Kurt Makowski                                       | 1942. szeptember 27. | 1942. október 5.     |
| U–620        | Heinz Stein                                         | 1942. szeptember 27. | 1942. október 6.     |
| U–706        | Alexander von Zitzewitz                             | 1942. október 1.     | 1942. október 6.     |
| U–753        | Alfred Manhardt von Mannstein                       | 1942. szeptember 27. | 1942. október 6.     |
| U–755        | Walter Göing                                        | 1942. október 1.     | 1942. október 2.     |

## Elsüllyesztett hajók
| Dátum                | A búvárhajó száma | A hajó neve       | Nemzetisége        | Vízkiszorítása | Konvoj |
| -------------------- | ----------------- | ----------------- | ------------------ | -------------- | ------ |
| 1942. szeptember 29. | U–610             | Lifland           | Egyesült Királyság | 2,254          | SC–101 |
| 1942. október 3.     | U–254             | Esso Williamsburg | Egyesült Államok   | 11 237         |        |